# Lacul Sclavilor
Lacul Sclavilor (Great Slave Lake) este un lac în Teritoriile de Nordvest din Canada. Lacul are câteva insule, se întinde pe o suprafață de 27.048 km², și are adâncimea maximă de 614 m, fiind cel mai adânc lac din America de Nord. Lacul este alimentat printre alte râuri mai mici de Slave River și Hay River. Scurgerea apei din lac constituie izvorul lui Mackenzie River. În apropiere se află orașul Yellowknife.
Lacul se află la altitudinea de - 156 m sub n.m.. Numele lacului n-are nimic comun cu sclavii americani, ci provine de la poporul amerindian (Slavey) care a trăit în regiunea lacului.